# Sommer-Paralympics 2012/Rudern
Bei den Sommer-Paralympics 2012 in London, vom 31. August bis zum 2. September 2012, wurden in insgesamt vier Wettbewerben im Pararudern Medaillen vergeben. Die Entscheidungen fielen auf dem Dorney Lake in der Nähe von Eton, wo auch die olympischen Wettkämpfe stattfanden.
Es nahmen insgesamt 108 Athleten an den paralympischen Ruderwettkämpfen teil, davon 54 Männer und ebenso viele Frauen. Insgesamt wurden 48 Boote, aus 23 Nationen gemeldet. Die Strecke beträgt bei Pararuderern nur 1000 Meter, die olympische Distanz beträgt 2000 Meter.

## Klassen
Im Behinderten-Rudersport wird in drei Klassen unterschieden:
- LTA, für Ruderer mit eingeschränktem Sehvermögen, leichten Amputationen und halbseitiger Lähmung (Mixed Vierer).
- TA, für Ruderer mit Amputationen, Rückenmarkgeschädigte oder Cerebralparetiker (Mixed Zweier).
- AS, für Ruderer mit fehlender Rumpfstabilität (Männer und Frauen Einer).

## Ergebnisse

### Informationen zur Rangliste
Es werden die ersten sechs Plätze aufgeführt (A-Finale).

### AS-Frauen-Einer
| Platz | Land       | Athletin           | Zeit (min) |
| ----- | ---------- | ------------------ | ---------- |
| 1     | Ukraine    | Alla Lysenko       | 5:35,29    |
| 2     | Frankreich | Nathalie Benoit    | 5:43,56    |
| 3     | Belarus    | Ljudmila Wautschok | 5:47,54    |
| 4     | Brasilien  | Claudia Santos     | 5:47,86    |
| 5     | Israel     | Moran Samuel       | 5:48,67    |
| 6     | Kanada     | Joan Reid          | 6:54,76    |

Datum: 2. September 2012, 10:58 Uhr

### AS-Männer-Einer
| Platz | Land                   | Athlet                   | Zeit (min) |
| ----- | ---------------------- | ------------------------ | ---------- |
| 1     | Volksrepublik China    | Cheng Huang              | 4:52,36    |
| 2     | Australien             | Erik Horrie              | 4:55,85    |
| 3     | Russland               | Alexei Tschuwaschew      | 4:55,91    |
| 4     | Vereinigtes Königreich | Tom Aggar                | 4:58,08    |
| 5     | Südkorea               | Jun-Ha Park              | 5:02,22    |
| 6     | Brasilien              | Luciano Luna de Oliveira | 5:05,37    |

Datum: 2. September 2012, 11:18 Uhr
Der deutsche Starter Johannes Schmidt landete im B-Finale mit einer Zeit von 5:16,26 auf dem fünften Platz, somit Gesamtplatz 11.

### TA-Mixed-Doppelzweier

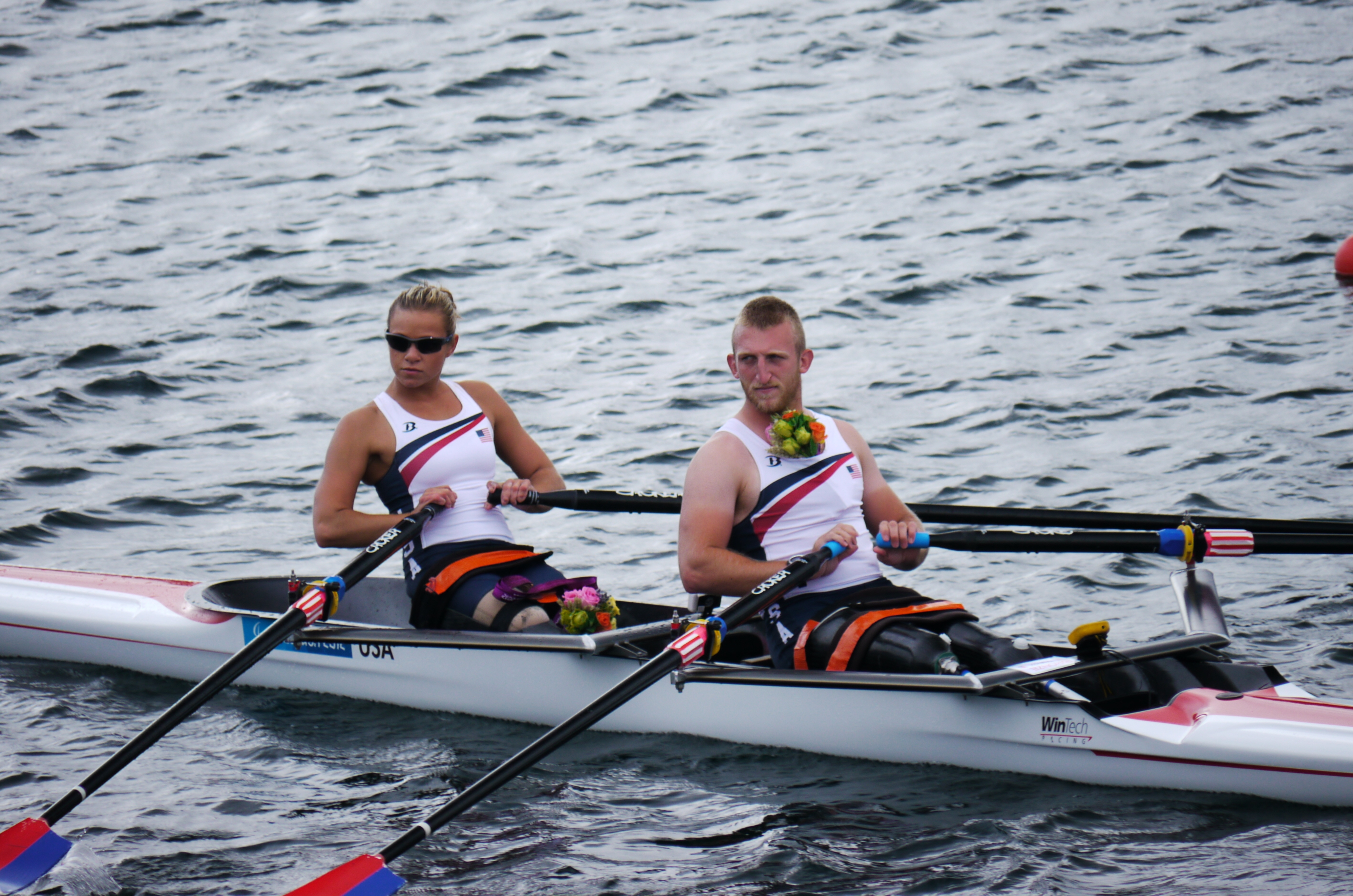
Die Bronzemedaillengewinner der USA

| Platz | Land                   | Athleten                          | Zeit (min) |
| ----- | ---------------------- | --------------------------------- | ---------- |
| 1     | Volksrepublik China    | Lou Xiaoxian Fei Tianming         | 3:57,63    |
| 2     | Frankreich             | Perle Bouge Stéphane Tardieu      | 4:03,06    |
| 3     | Vereinigte Staaten     | Oksana Masters Rob Jones          | 4:05,56    |
| 4     | Vereinigtes Königreich | Nicholas Beighton Samantha Scowen | 4:05,77    |
| 5     | Australien             | Gavin Bellis Kathryn Ross         | 4:06,17    |
| 6     | Italien                | Daniele Stefanoni Silvia de Maria | 4:09,39    |

Datum: 2. September 2012, 11:37 Uhr

### LTA-Mixed-Vierer mit Steuermann/-frau
| Platz | Land                   | Athleten                                                                                             | Zeit (min) |
| ----- | ---------------------- | --- | ---------- |
| 1     | Vereinigtes Königreich | Pamela Relph Naomi Riches David Smith James Roe Lily van den Broecke (Stf.)                          | 3:19,38    |
| 2     | Deutschland            | Anke Molkenthin Astrid Hengsbach Tino Kolitscher Kai Kruse Katrin Splitt (Stf.)                      | 3:21,44    |
| 3     | Ukraine                | Andrij Stelmach Kateryna Morosowa Olena Puchajewa Denys Sobol Wolodymyr Koslow (Stm.)                | 3:23,22    |
| 4     | Volksrepublik China    | Qian Wang Hui Zhao Yunlong Wu Xuebin Feng Li Yu (Stf.)                                               | 3:23,43    |
| 5     | Italien                | Mahila Di Battista Andrea Marcaccini Pierre Calderoni Florinda Trombetta Alessandro Franzetti (Stm.) | 3:27,91    |
| 6     | Vereinigte Staaten     | Andrew Johnson Dorian Weber Emma Preuschl Eleni Englert Alexandra Stein (Stf.)                       | 3:30,06    |

Datum: 2. September 2012, 11:56 Uhr

## Medaillenspiegel
| Platz | Land                   | Gold | Silber | Bronze | Gesamt |
| ----- | ---------------------- | ---- | ------ | ------ | ------ |
| 1     | Volksrepublik China    | 2    |        |        | 2      |
| 2     | Ukraine                | 1    |        | 1      | 2      |
| 3     | Vereinigtes Königreich | 1    |        |        | 1      |
| 4     | Frankreich             |      | 2      |        | 2      |
| 5     | Australien             |      | 1      |        | 1      |
| 5     | Deutschland            |      | 1      |        | 1      |
| 7     | Belarus                |      |        | 1      | 1      |
| 7     | Russland               |      |        | 1      | 1      |
| 7     | Vereinigte Staaten     |      |        | 1      | 1      |
| Summe | Summe                  | 4    | 4      | 4      | 12     |